# Conisania capsivora
Conisania capsivora är en fjärilsart som beskrevs av Max Wilhelm Karl Draudt 1933. Conisania capsivora ingår i släktet Conisania och familjen nattflyn. Inga underarter finns listade i Catalogue of Life.